# Шибеник (Шентјур)
Шибеник (словен. Šibenik) је насељено место у општини Шентјур, Савињска регија, Словенија.

## Историја
До територијалне реорганизације у Словенији био је у саставу старе општине Шентјур при Цељу.

## Становништво
У попису становништва из 2011. године, Шибеник је имао 114 становника.
| Број становника према пописима | Број становника према пописима | Број становника према пописима |
| ------------------------------ | ------------------------------ | ------------------------------ |
| 1991                           | 2002                           | 2011                           |
| 111                            | 115                            | 114                            |